# Terenura sicki
Terenura sicki е вид птица от семейство Thamnophilidae. Видът е застрашен от изчезване.

## Разпространение
Видът е разпространен в Бразилия.